# Meta (Italie)
Meta est une commune italienne de la ville métropolitaine de Naples dans la région Campanie en Italie.

## Géographie

### Localisation
Meta donne sur la baie de Naples.

### Hameaux
La seule frazione de Meta est Alberi.

### Communes limitrophes
Les communes attenantes à Meta sont Piano di Sorrento et Vico Equense.

## Administration
| Période                                  | Période  | Identité      | Étiquette     | Qualité |
| ---------------------------------------- | -------- | ------------- | ------------- | ------- |
| 25 mai 2015                              | En cours | Giuseppe Tito | liste civique |         |
| Les données manquantes sont à compléter. |          |               |               |         |